# ハナハナ30
ハナハナ-30は、2001年にパイオニアが開発・販売した沖縄系パチスロ機（いわゆる沖スロ）。

## 概要
同時期に発売された『オアシス』と全く同じリール配列を有し、『オアシス』で好評だった後告知のみを廃止し、先告知をメインとしている。オアシスの⌀30バージョンともいえる。
メーカー発表の機械割は技術介入を行わない、いわゆるフリー打ちによるシミュレーション値であり、実際は小役狙いを取りこぼさずリプレイハズシを行うことで設定1でもペイアウトは100%に達する。
登場当時の背景として、多数の裏モノが存在したことが挙げられる。『ハナハナ30』も時代の趨勢により裏モノが多数存在していて全国にその勢力を広げていた。
その中でも32Gver.やチェリーver.スイカver.などが全国で広く知られており。ストック機の32 Gの概念はここからきたとされている（たとえば、キングパルサーの連荘ゲーム数は128 G → 32 G×4ということ）。また、5号機であるニューハナハナ・スペシャルハナハナには「32 G以内のボーナスでプレミア音楽が流れる」といった演出が導入されており、裏モノの仕様がメーカー純正の仕様に間接的に影響を与えている。とにかくストック機の登場までは沖スロ＝裏モノという図式が成り立っており、一時期はノーマルを探すほうが難しい状況であった。

## ボーナス確率
| 設定 | BIG確率 | REG確率 | 合成確率 |
| ---- | ------- | ------- | -------- |
| 1    | 1/309   | 1/655   | 1/210    |
| 2    | 1/292   | 1/650   | 1/201    |
| 3    | 1/273   | 1/626   | 1/190    |
| 4    | 1/256   | 1/605   | 1/180    |
| 5    | 1/240   | 1/566   | 1/169    |
| 6    | 1/240   | 1/364   | 1/145    |

※各数値はメーカー発表値。

## 裏モノ
ハナハナ30は32Gバージョンをはじめ、リプレイやスイカ、チェリーなどのバージョンが存在し、それぞれが個性あるゲーム性を持っていた。下記バージョンについては白夜書房発行「パチスロ必勝ガイド」、「沖スロで喰う」などの資料から抜粋したものである。そして、それらの裏モノは現在、スロット専用のゲームセンターで遊技することが可能である。

### 32Gバージョン
パイオニアが発売していたハイハイシオサイ30の裏モノで使用されていたバージョンと同じもの。BIGボーナスの初当たり時に連チャン数を抽選している。連チャン分がボーナス後32G以内に放出される仕組みである。連チャン放出中にも初当たりの抽選は行われ、当選した場合は連チャンが上乗せされる。REGボーナスは抽選されているが、内部的には小役の扱いとなっている。なお、リプレイ外しは可能である。

### リプレイバージョン
ボーナス前に前兆としてリプレイが頻発することから、リプレイバージョンと呼ばれている。通常時のリプレイは店側によって確率の設定が可能であり、通常状態から極限までカットすることも可能である。1000円当たり20〜25Gしか回らないといった特徴があり、他のバージョンとは違う一面を見せている。

### チェリーバージョン
中身は32Gバージョンだが、ほとんどの初当たりがチェリー成立からとなっているバージョン。チェリー成立時にボーナス抽選をするのではなく、ボーナスに当選したゲームを内部でチェリー成立に切り替えるため、次のゲームで告知ランプが作動しやすくなる。この場合はBIGボーナス確定となる。実際、チェリーを引かずにBIGボーナスを引くこともあるが、チェリーなしで告知した場合ほとんどがREGボーナスである。また、ハナハナ30から搭載された後告知（成立した次Gでの告知）があり、このバージョンのみ後告知が起こることがある。なお、リプレイ外しは可能である。

### スイカバージョン
チャンスゾーン内でしかボーナスの抽選をしないバージョン。チャンスゾーンではスイカが頻発するためスイカバージョンと呼ばれている。まずチャンスゾーンの初当たり抽選に当選すると、6G 1セットのチャンスゾーンに突入する。その間、スイカ・ハズレ・スイカ・ハズレ・スイカ・スイカというフラグが内部成立しており、ボーナスに当選しなかった場合は内部成立している役が成立する仕組みである。1セット終了時残りのセットがある場合は抽選を行い、6Gのチャンスゾーン突入となる。チャンスゾーンの初当たりでの最大セット数は29個であり連チャンはサブ基板で管理しているが、メイン基板とサブ基板の設定を別々に操ることができるため、当時大人気だったパチスロ獣王がモチーフではないかともいわれている。また、チャンスゾーンのゲーム数はボーナス成立後やBIGの小役ゲームでも減算するがJACゲームでは減算しないことから、1G目にREGを引きそこからREGを複数回引くパターンや、BIGを2回成立させることも理論的には可能である。BIG中のリプレイ外しはゲーム数消化によるチャンスゾーン消滅の可能性があるため、推奨されていない。

### ダイナマイトバージョン
パチンコのダイナマイトが3から始まり7で終了するのと似たような挙動を起こすために作られたバージョン。連チャンはREGボーナスから始まり、連チャンに入ると主にBIGを主体に放出し、時折REGも混じる。天井は999ゲームが殆どで、天井に到達した際には2つのボーナスを放出して終わる。天井からは連チャンしない。2つのボーナスもREG×2のパターンもあればBIG×2のパターンもある。なお、リプレイ外しは可能である。

## 類似機種
ハナハナ30の類似機種として25パイ専用機としてオアシスがある。配列や役構成は全て同じである。また、後告知（成立した次のゲームで告知）機能も搭載している